# Alexéi Evert
Alexéi Evert (en ruso: Алексей Эверт; Moscú, Imperio Ruso, 4 de marzo de 1857 - Vereyá, Imperio Ruso, 10 de mayo de 1918) fue un general ruso de la Primera Guerra Mundial, conocido por su notable papel en la Ofensiva Brusílov.

## Biografía
Alexéi Evert se alistó en el Ejército en 1876 y sirvió en la 3.ª División de infantería en el distrito militar de Varsovia entre 1888 y 1893. Durante la guerra ruso-japonesa, desempeñó el cargo de jefe de Estado Mayor del Primer Ejército de Manchuria. A partir de 1908, fue comandante del Trigésimo Ejército ruso en el distrito militar de Irkutsk.
Al comienzo de la Primera Guerra Mundial, Evert era comandante del Cuarto Ejército ruso en Galitzia, reemplazando al general Anton von Saltza. Participó en la fracasada Ofensiva del Lago Naroch y en la Ofensiva Brusílov, colaboró con Alekséi Brusílov mediante una defensa débil aunque muy práctica, que le valió su ascenso de la mano del mismísimo zar Nicolás II de Rusia. Como otros generales rusos prozaristas, murió fusilado el 10 de mayo de 1918 en la localidad de Vereyá, a la avanzada edad de 69 años.